# Alvaiázere
Alvaiázere là một huyện thuộc tỉnh Leiria, Bồ Đào Nha. Huyện này có diện tích 160 km², dân số thời điểm năm 2001 là 8438 người.